# Cosmophorus minutus
Cosmophorus minutus är en stekelart som beskrevs av Van Achterberg 2000. Cosmophorus minutus ingår i släktet Cosmophorus och familjen bracksteklar. Inga underarter finns listade i Catalogue of Life.